# Masamichi Hayashi
Masamichi Hayashi (林 誠道 Hayashi Masamichi?), född 4 april 1996 i Hyōgo prefektur, är en japansk fotbollsspelare.
Hayashi började sin karriär 2015 i Gainare Tottori. Han spelade 103 ligamatcher för klubben. 2020 flyttade han till FC Imabari.